# Philippe Coenjaerts
Philippe Coenjaerts (18 april 1903 - januari 1991) was een Belgisch atleet gespecialiseerd in de middellange afstand. Hij nam eenmaal deel aan de Olympische Spelen en veroverde op twee onderdelen zeven Belgische titels.

## Biografie
Coenjaerts veroverde tussen 1926 en 1930 vijf opeenvolgende Belgische titels op de 800 m. In 1927 en 1928 veroverde hij ook de titel op de 1500 m.
In 1928 verbeterde Coenjaerts met een tijd van 5.49,8 het Belgische record op de 2000 m van Julien Van Campenhout.
Coenjaerts nam deel aan de Olympische Spelen van 1928 in Amsterdam, waar hij zowel op de 800 m als op de 4 x 400 m uitgeschakeld werd in de reeksen.

### Clubs
Coenjaerts was aangesloten bij Racing Club Brussel.

## Belgische kampioenschappen
| Onderdeel | Jaar                         |
| --------- | ---------------------------- |
| 800 m     | 1926, 1927, 1928, 1929, 1930 |
| 1500 m    | 1927, 1928                   |

## Persoonlijke records
| Onderdeel | Prestatie      | Datum             | Plaats    |
| --------- | -------------- | ----------------- | --------- |
| 400 m     | 50,8 s         | 1926              |           |
| 800 m     | 1.58,0         | 1933              |           |
| 1500 m    | 4.05,8         | 1930              |           |
| 2000 m    | 4.49,8 (ex-NR) | 16 september 1928 | Beerschot |

## Palmares

### 400 m
- 1925:  BK AC
- 1925:  BK AC - 51,2 s
- 1929:  BK AC - 52,2 s

### 800 m
- 1926:  BK AC – 2.00,9
- 1927:  BK AC – 2.02,2
- 1928:  BK AC – 2.01,0
- 1928: 5e reeks OS in Amsterdam
- 1929:  BK AC – 2.00,2
- 1930:  BK AC – 2.02,2
- 1931:  BK AC
- 1933:  BK AC – 2.00,1
- 1934:  BK AC – 1.58,9

### 1500 m
- 1927:  BK AC – 4.12,0
- 1928:  BK AC – 4.12,0
- 1929:  BK AC
- 1930:  BK AC – 4.11,0

### 4 x 400 m
- 1928: 5e reeks OS in Amsterdam